# 弯竹蛏
是帘蛤目竹蛏科竹蛏属的一种。主要分布于中国大陆、台湾，常栖息在潮间带。